# كريستيان هانسن (لاعب جمباز فني دنماركي)
كريستيان هانسن (بالدنماركية: Kristian Hansen)‏ هو لاعب جمباز فني دنماركي، ولد في 25 يناير 1895، وتوفي في 13 يونيو 1955.

## وصلات خارجية
- كريستيان هانسن على موقع أوليمبيديا (الإنجليزية)